# Magnész (filozófus)
Magnész (görög betűkkel Μαγνος, 4. század) görög filozófus, orvos.
A mezopotámiai Niszibiszből származott és Alexandriában működött. A ciprusi Zénón tanítványa, a neoplatonizmus híve volt. Egyik nagy becsben tartott művében az egészséges és a beteg emberek vizelete közti különbségekről írt.